# Epaminonda
Epaminonda (in greco antico: Ἐπαμεινώνδας?, Epameinṑndās; Tebe, 418 a.C. – Mantinea, 362 a.C.) è stato un politico e militare tebano.
Grazie a Epaminonda, Tebe uscì dal dominio di Sparta, assumendo così una posizione di maggior grado nella politica greca. Egli sbaragliò la potenza militare spartana grazie alla sua vittoria a Leuttra e liberò gli Iloti della Messenia, un gruppo di abitanti del Peloponneso che era stato schiavo degli Spartani fin dalla sconfitta nelle guerre messeniche dell'VIII secolo a.C.
Epaminonda ridisegnò la mappa politica della Grecia, sciolse antiche alleanze, ne creò altre e controllò la costruzione di intere città. Fu l'artefice, insieme a Pelopida, dell'egemonia tebana; a lui si devono anche le innovazioni tattiche militari adottate dall'esercito tebano, come la falange obliqua e l'ordine obliquo d'attacco dell'ala sinistra.
L'oratore romano Cicerone lo chiamò "il primo uomo della Grecia" e Michel de Montaigne lo giudicò uno dei tre "uomini più valorosi ed eccellenti" che siano mai esistiti, ma Epaminonda è piombato in una relativa oscurità in tempi moderni. I cambiamenti da lui portati nell'ordine della politica greca non gli sopravvissero a lungo, e il ciclo delle effimere egemonie e alleanze continuò senza sosta: infatti, solo ventisette anni dopo la sua morte, Tebe fu distrutta da Alessandro Magno, che la punì per il rifiuto della città di sottometterglisi. Così Epaminonda, al suo tempo lodato come un idealista e un liberatore, oggi è ricordato per le sue campagne militari (dal 371 al 362 a.C.), che minarono la forza delle grandi potenze greche e, di fatto, spianarono la strada alla conquista macedone.

## Fonti
La vita di Epaminonda è scarsamente riportata sulle fonti antiche, soprattutto rispetto ad alcuni dei suoi contemporanei (per esempio Filippo II di Macedonia e Pelopida). Una ragione è la perdita della sua biografia, redatta da Plutarco. Epaminonda era infatti una delle circa cinquanta figure dell'antichità a cui era dedicata una biografia nelle Vite parallele, dove il tebano era messo in confronto con Scipione l'Africano; però ora entrambe queste "Vite" sono andate perdute. Plutarco scrisse più di 400 anni dopo la morte di Epaminonda, ed è quindi una fonte secondaria, ma spesso nomina esplicitamente le sue fonti, il che permette in qualche modo di verificare le sue dichiarazioni.
Alcuni dettagli della vita di Epaminonda si possono trovare nelle stesse "Vite" di Plutarco sotto le biografie di Pelopida e di Agesilao II, che erano contemporanei del condottiero tebano. È rimasta anche (naturalmente in forma abbreviata), una biografia di Epaminonda dell'autore romano Cornelio Nepote del I secolo a.C.: in assenza di Plutarco, questa diventa una fonte importante per la vita di Epaminonda.
Il periodo della storia greca del 411-362 a.C. è trattato principalmente dallo storico Senofonte, che evidentemente vide il suo lavoro come continuazione della storia di Tucidide della guerra del Peloponneso. Senofonte, che sosteneva Sparta e soprattutto il suo re Agesilao, del quale era un fervente ammiratore, evita di nominare Epaminonda ove possibile, non riportando nemmeno la sua presenza nella battaglia di Leuttra. Il ruolo del condottiero tebano nei conflitti del IV secolo è descritto anche da Diodoro Siculo, nella sua Bibliotheca historica; Diodoro scrisse nel I secolo a.C., ed è quindi anch'essa una fonte secondaria, anche se utile per integrare i dettagli che si trovano in altre opere.

## Biografia

### Primi anni

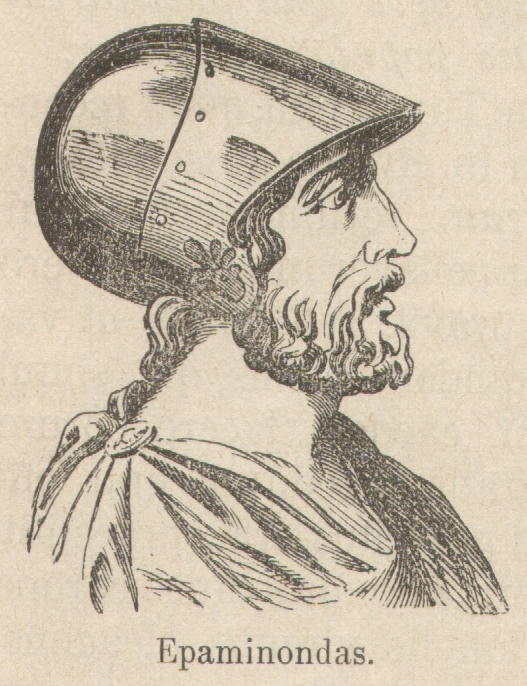
Epaminonda, immagine da Одабрани животописи одличних војсковођа из Корнелија Непота (Biografie selezionate dei grandi generali di Cornelio Nepote) di Veselin Đisalović, 1903

Epaminonda nacque nell'aristocrazia tebana della fine del V secolo a.C. (le stime dell'anno della sua nascita variano notevolmente); Cornelio Nepote sostiene che suo padre, Polimne, era stato lasciato povero dai suoi antenati.
Fu educato nella sua infanzia da Liside di Taranto, uno degli ultimi grandi filosofi pitagorici. Epaminonda era molto bravo negli studi ed era assai devoto a Liside; Nepote ci dice anche che il giovane Epaminonda si impegnò molto per aumentare la sua prestanza fisica, nello specifico l'agilità, dal momento che pensava che "la forza fosse adatta ai fini dei lottatori, mentre l'agilità conducesse all'eccellenza in guerra". Si allenò quindi nella corsa e nella lotta, ma soprattutto intraprese "esercizi marziali" (presumibilmente allenamento con le armi).
Epaminonda cominciò a militare nell'esercito dopo l'adolescenza; Plutarco riferisce di un incidente che lo coinvolse durante una battaglia a Mantinea; anche se non specificatamente indicato, questo era probabilmente l'attacco spartano a Mantinea nel 385 a.C., descritto da Senofonte. Plutarco racconta che Epaminonda si trovava in quel luogo perché faceva parte della guarnigione tebana che aiutava gli Spartani, quindi questa battaglia si adatta alla descrizione di Senofonte. Epaminonda non era certamente abbastanza vecchio per aver combattuto nella prima battaglia di Mantinea.
Fu in questa battaglia, indipendentemente dal luogo e dal momento esatto in cui si verificò, che sarebbe successo un fatto determinante nella gioventù di Epaminonda: salvò la vita del suo compagno tebano Pelopida.
( Plutarco, Vite parallele: Pelopida, 4, 5.)
Plutarco racconta che questo avvenimento trasformò la loro amicizia in amore, tanto da farli restare insieme per il resto delle loro vite.

### Carriera politica e militare

#### Antefatto
Epaminonda visse in un momento particolarmente turbolento della storia greca: dopo la fine della guerra del Peloponneso (404 a.C.), Sparta aveva intrapreso una politica aggressiva unilaterale nei confronti del resto della Grecia e aveva rapidamente allontanato molti dei suoi ex alleati. Tebe, nel frattempo, aveva notevolmente ingrandito il suo potere durante la guerra e cercò di prendere il controllo delle altre città della Beozia (regione dell'antica Grecia a nord-ovest dell'Attica); questa politica, insieme ad altre controversie, portò Tebe in conflitto con Sparta. Dal 395 a.C. Tebe, insieme ad Atene, Corinto e Argo, si trovò schierata contro Sparta (ex alleata) nella guerra di Corinto; questa guerra, che si protrasse inconcludente per otto anni, vide diverse e sanguinose sconfitte tebane per mano degli Spartani. Al momento della sua conclusione, Tebe fu costretta a rivedere le sue mire espansionistiche e a tornare alla sua vecchia alleanza con Sparta.
Nel 382 a.C., però, il comandante spartano Febida commise un atto che mise definitivamente Tebe contro Sparta e spianò la strada all'ascesa di Epaminonda al potere: passando per la Beozia nella campagna, Febida approfittò della guerra civile a Tebe per assicurare l'ingresso in città alle sue truppe; una volta entrato, su istigazione del polemarco filo-spartano Leonziade, prese la Cadmea (l'acropoli di Tebe) e costrinse il partito anti-spartano a lasciare la città, dopo averne fatto giustiziare il capo (l'altro polemarco, Ismenia). A Epaminonda, anche se appartenente a quella fazione, fu permesso di rimanere, dal momento che "la sua filosofia lo aveva reso una persona da essere guardata dall'alto in basso come un prigioniero, e la sua povertà come impotente". Gli Spartani installarono un governo d'occupazione a Tebe e continuarono a presidiare militarmente la Cadmea per garantire il corretto comportamento dei Tebani.

#### Il colpo di Stato del 379/378

La Grecia antica

Negli anni seguenti la conquista spartana, gli esuli tebani si raggrupparono ad Atene e, su istigazione di Pelopida, si prepararono a liberare la loro città. Nel frattempo, a Tebe, Epaminonda cominciò a preparare i giovani della città a combattere contro gli Spartani.
Nell'inverno del 379-378 a.C. un piccolo gruppo di esuli, comandato da Pelopida, entrò in città; assassinarono i capi del regime filo-spartano (Leonziade e Archia) e, aiutati da Epaminonda e Gorgida, che comandava un gruppo di giovani, e da una divisione di opliti ateniesi, circondarono gli Spartani sulla Cadmea.
Il giorno seguente Epaminonda e Gorgida portarono Pelopida e i suoi uomini davanti all'assemblea, esortando i Tebani a combattere per la loro libertà; l'assemblea rispose acclamando Pelopida e i suoi guerrieri come liberatori. La Cadmea fu circondata e gli Spartani attaccarono; Pelopida capì che bisognava farli uscire dalla città prima che venisse mandato un esercito da Sparta in loro aiuto.
La guarnigione spartana alla fine si arrese, alla condizione che venissero lasciati andare via disarmati. Il rischio corso dai Tebani, comunque, è dimostrato dal fatto che la guarnigione, sulla strada per Sparta, incontrò una divisione mandata in loro soccorso.
Plutarco descrive il colpo di Stato tebano come un evento molto importante:
( Plutarco, Vite parallele: Pelopida, 13, 4.)

#### Guerra beotica (378-371)
Quando la notizia della rivolta di Tebe raggiunse Sparta, un esercito comandato da Cleombroto I venne inviato per riprendere il controllo della città, ma tornò indietro senza averla attaccata. Un altro esercito, comandato da Agesilao II, venne quindi mandato per attaccare i Tebani; questi ultimi, però, invece di scontrarsi con gli Spartani in battaglia, costruirono un fossato e una palizzata intorno a Tebe, impedendo l'avanzata spartana verso la città.
Gli Spartani devastarono la campagna, ma alla fine se ne andarono, lasciando i Tebani indipendenti. I Tebani, eccitati dalla vittoria, attaccarono le città vicine, ricostituendo velocemente l'antica lega beotica, stavolta in forma democratica.
Le città della Beozia si unirono in una federazione avente un corpo esecutivo composto da sette generali, o beotarchi, eletti da sette distretti in tutta la Beozia.
Tentando di annientare i Tebani, gli Spartani invasero la Beozia per tre volte nei tre anni seguenti (378, 377 e, forse, 371). In un primo momento i Tebani temevano di affrontare gli Spartani, ma questi anni di guerra diedero loro più pratica e allenamento: i Tebani "avevano risvegliato il loro spirito e abituato completamente i loro corpi ai disagi, avevano acquisito esperienza e coraggio dalle loro continue lotte". Benché Sparta rimanesse la potenza dominante in Grecia, i Beoti dimostrarono che anche loro avevano un esercito temibile e un potere politicamente coeso. Allo stesso tempo Pelopida, promotore di una politica aggressiva contro Sparta, si era affermato come maggior leader politico a Tebe.
Il ruolo di Epaminonda, negli anni fino al 371 a.C., è difficile da determinare: certamente militò con gli eserciti tebani nella difesa della Beozia negli anni 370 e, dal 371 a.C., divenne Beotarca. Sembra in ogni caso certo che, data la loro stretta amicizia e la loro costante collaborazione dopo il 371 a.C., Epaminonda e Pelopida abbiano agito insieme anche nella politica tebana nel periodo 378-371.

#### La conferenza di pace del 371
Negli anni dopo il colpo di Stato tebano ci furono saltuari combattimenti tra Sparta e Tebe, e anche Atene fu coinvolta.
Un debole tentativo di pace comune fu fatto nel 375 a.C., ma Atene e Sparta ricominciarono a combattersi nel 373 a.C. Nel 371, però, Atene e Sparta erano di nuovo stanche della guerra, quindi quell'anno si tenne una conferenza a Sparta per discutere di un altro tentativo per concordare una pace comune.
Epaminonda, che era in servizio come Beotarca dal 371 a.C., guidò la delegazione beota alla conferenza di pace. I termini della pace vennero discussi all'inizio della conferenza, e i Tebani probabilmente firmarono il trattato solamente a nome della loro città. Comunque, il giorno dopo, Epaminonda causò una drastica rottura con Sparta, visto che insisteva per firmare non solo a nome dei Tebani, ma per tutti i Beoti; Agesilao non volle permetterlo, sostenendo che le città della Beozia avrebbero dovuto essere indipendenti, ed Epaminonda replicò che, se le cose stavano così, anche le città della Laconia avrebbero dovuto essere uguali.
Irato, Agesilao eliminò i Tebani dal documento; la delegazione tornò a Tebe ed entrambe le parti si prepararono per la guerra.

#### La battaglia di Leuttra (371)

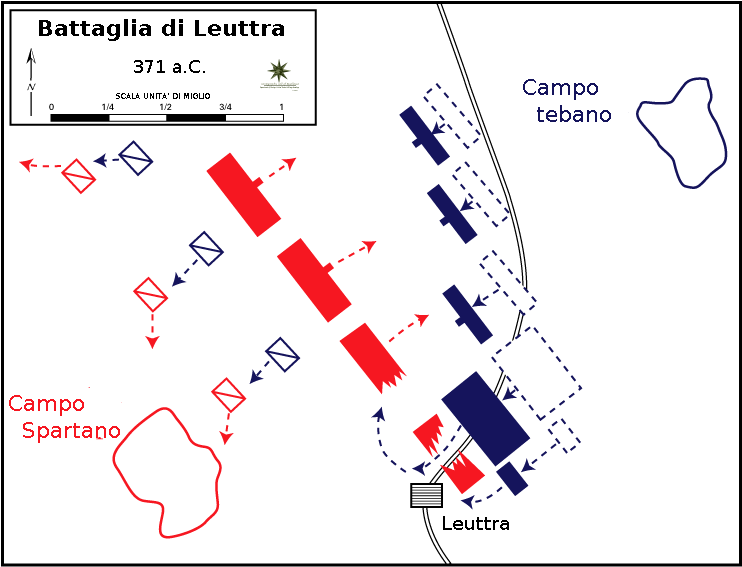
La mappa delle azioni intraprese durante la battaglia di Leuttra (371 a.C.), che mostrò i vantaggi portati dalle innovazioni tattiche di Epaminonda

Immediatamente dopo il fallimento delle trattative di pace, Sparta ordinò al re spartano Cleombroto I, che da tre anni comandava l'esercito in Focide, di marciare direttamente verso la Beozia.
Passando a nord per evitare i passi di montagna, dove i Beoti si erano preparati per tendergli un'imboscata, Cleombroto entrò nel territorio beota da una direzione inaspettata e catturò Creusi, impadronendosi di dieci o dodici triremi. Poi, marciando verso Tebe, si accampò a Leuttra, nel territorio di Thespies, dove si diresse l'esercito beota per combatterlo.
L'esercito spartano contava su circa diecimila opliti, settecento dei quali appartenevano alle truppe scelte degli Spartiati. I Beoti erano circa seimila, ma avevano una cavalleria superiore a quella dei Peloponnesiaci.
A Epaminonda fu assegnato il comando dell'esercito beota, con gli altri sei beotarchi in funzione consultiva; Pelopida, invece, era il capitano del battaglione sacro, formato dalle migliori truppe tebane. Prima della battaglia ci fu evidentemente un grande dibattito tra i beotarchi, incerti se combattere o meno; essendo un accanito sostenitore di una politica aggressiva, Epaminonda voleva combattere e, aiutato da Pelopida, riuscì a far votare la maggioranza dei colleghi in favore della battaglia. Durante il corso della battaglia Epaminonda introdusse delle tattiche militari assolutamente nuove in Grecia.
La formazione a falange usata dagli eserciti greci tendeva nettamente ad avanzare verso destra durante la battaglia, "perché la paura fa fare ad ogni uomo del suo meglio per riparare il suo lato disarmato con lo scudo dell'uomo alla sua destra". Tradizionalmente, quindi, una falange si schierava con le truppe scelte sul lato destro per contrastare questa tendenza. Così, nella falange spartana a Leuttra, Cleombroto e gli Spartiati si trovavano a destra, mentre gli alleati peloponnesiaci con meno esperienza si trovavano sulla sinistra.
Epaminonda, dovendo tener conto del vantaggio numerico spartano, promosse due innovazioni tattiche. Per prima cosa dispose le migliori truppe dell'esercito su cinquanta file (a differenza delle normali otto o dodici) sulla fascia sinistra, di fronte a Cleombroto e agli Spartiati, con Pelopida e il battaglione sacro all'estrema sinistra; in secondo luogo, capendo che non avrebbe potuto opporre le sue truppe alla larghezza dello schieramento dei Peloponnesiaci (anche prima dell'infossamento del lato sinistro), abbandonò ogni tentativo di farlo.

Invece, ponendo le truppe più deboli sul fianco destro, egli "ordinò loro di evitare la battaglia e di ritirarsi gradualmente durante l'attacco del nemico"; la tattica della falange obliqua era stata anticipata da Pagonda, un altro generale tebano che usò una formazione di una profondità di 25 file nella battaglia di Delio (424 a.C.).
Tuttavia l'inversione della posizione delle truppe d'élite e una linea obliqua di attacco erano innovazioni molto importanti; sembra che Epaminonda fosse il responsabile della tattica militare dell'evitare lo scontro da un fianco.
Il combattimento a Leuttra si aprì con una vittoria della cavalleria tebana su quella spartana, inferiore per numero; quest'ultima si dovette ritirare tra i ranghi della fanteria, destabilizzando la falange. Subito dopo la battaglia si estese anche agli altri reparti dei due eserciti: il lato sinistro dei Tebani, rafforzato dalle truppe migliori, marciava per attaccare a velocità doppia, mentre il fianco destro si ritirava. Dopo un intenso combattimento, il fianco destro degli Spartani cominciò a retrocedere sotto l'impeto della massa tebana e Cleombroto fu ucciso; gli Spartani resistettero abbastanza a lungo per reimpossessarsi del corpo del re, ma il loro schieramento venne presto spezzato dall'enorme forza dell'assalto tebano. Anche gli alleati peloponnesiaci sul lato destro, vedendo gli Spartani in fuga, cominciarono a scappare e a rompere le file, spargendo il caos nell'intero schieramento.
Mille Peloponnesiaci vennero uccisi, mentre i Beoti persero solo 300 uomini; il fatto più importante, comunque, fu la perdita di 400 dei 700 Spartiati, che compromise seriamente il futuro della forza bellica di Sparta. Quando, dopo la battaglia, gli Spartani e i Peloponnesiaci chiesero di poter recuperare i corpi dei morti, Epaminonda sospettò che volessero tentare di nascondere la proporzione delle loro perdite; quindi, consentì ai Peloponnesiaci di raccogliere i loro morti per primi, in modo che i rimanenti si dimostrassero Spartiati, sottolineando la scala della vittoria tebana.
La vittoria di Leuttra scosse dalle fondamenta l'egemonia spartana sulla Grecia: dal momento che il numero di Spartiati era sempre relativamente piccolo, Sparta aveva fatto affidamento sui suoi alleati per mettere in campo un esercito consistente. Con la sconfitta di Leuttra, gli alleati peloponnesiaci furono meno inclini a piegarsi alle richieste spartane; inoltre, con la perdita di uomini a Leuttra e in altre battaglie, gli Spartani non erano in una posizione abbastanza forte per riaffermare il loro dominio sui loro ex alleati.

### L'egemonia tebana
All'indomani della battaglia di Leuttra, i Tebani considerarono opportuno vendicarsi di Sparta, invitando Atene a unirsi a loro nella spedizione; i Tessali, comandati da Giasone di Fere, riuscirono però a dissuadere i Tebani dal frantumare quel poco che rimaneva dell'esercito spartano. Epaminonda, intanto, si occupò del consolidamento della Lega beotica, convincendo la polis di Orcomeno, già alleata spartana, ad aderire alla confederazione.
L'anno seguente i Tebani invasero il Peloponneso, puntando a distruggere la potenza spartana una volta per tutte. Non è chiaro quando i Tebani cominciarono a pensare non solo di porre fine all'egemonia spartana, ma di sostituirla con la loro; fatto sta che, alla fine, questo divenne il loro scopo.
Hans Beck afferma che, a differenza di Sparta nella Lega peloponnesiaca e di Atene nella Lega delio-attica, Tebe non fece nessuno sforzo né per creare un impero né per vincolare i suoi alleati in un tipo di organizzazione stabile e permanente; infatti, dopo Leuttra, Tebe decise di agire diplomaticamente nella Grecia centrale, piuttosto che imporre regimi di dominazione lontani. Dalla fine del 370 a.C. la rete di alleanze di Tebe nella Grecia centrale rese la polis ben salda nella zona, come invece non era prima di Leuttra, e permise un'ulteriore espansione dell'influenza tebana.

#### La prima invasione del Peloponneso (370)
Quando, all'indomani della battaglia di Leuttra, i Tebani mandarono un messaggero ad Atene per annunciare la vittoria, questi fu ascoltato in un silenzio tombale. Gli Ateniesi, poi, decisero di trarre vantaggio dalla sconfitta spartana: tennero una conferenza ad Atene e approvarono i termini della pace proposta nel 371 a.C., che furono approvati da tutte le città (eccetto Elis). Il trattato rese indipendenti le città del Peloponneso, formalmente sotto la dominazione spartana.
Sulla base di questo trattato, i cittadini di Mantinea decisero di unificare i loro insediamenti in una singola città e di fortificarla, decisione che fece molto arrabbiare Agesilao; inoltre Tegea, appoggiata da Mantinea, incitò alla formazione di un'alleanza arcade. Ciò portò gli Spartani a dichiarare guerra a Mantinea: la maggioranza delle città dell'Arcadia si unì per opporsi agli Spartani (formando così la confederazione che gli Spartani avevano sempre cercato di evitare) e chiesero aiuto ai Tebani.

Le forze tebane arrivarono tardivamente nel 370 a.C., guidate dai beotarchi Epaminonda e Pelopida.
Mentre viaggiavano in Arcadia, i Tebani vennero affiancati da contingenti armati appartenenti a molti degli ex alleati di Sparta, che aumentarono le loro forze di circa 50 000/70 000 unità. In Arcadia, Epaminonda incoraggiò gli Arcadi a formare una loro confederazione e a costruire la nuova città di Megalopoli, come centro di potere opposto a Sparta.

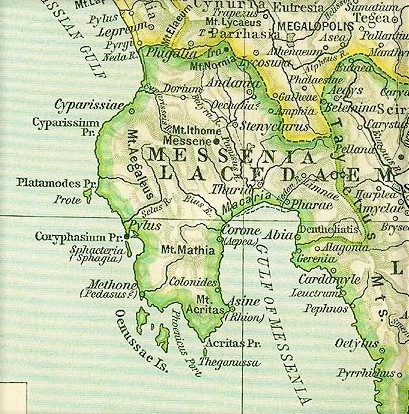
Mappa della Messenia nel periodo classico

Epaminonda, appoggiato da Pelopida e dagli Arcadi, persuase gli altri beotarchi a invadere la stessa Laconia: marciando verso sud, oltrepassò il fiume Eurota, il confine con Sparta, che nessun esercito nemico aveva passato fino ad allora. Gli Spartani, non volendo scontrarsi con l'enorme esercito in battaglia, si limitarono a difendere la loro città, che i Tebani non osavano conquistare; i Tebani e i loro alleati devastarono la Laconia, fino al porto di Gytheio, e liberarono alcuni dei Perieci spartani dalla loro obbedienza a Sparta.
Epaminonda ritornò per un po' in Arcadia, quindi riprese a marciare verso sud, questa volta in direzione della Messenia, una regione che gli Spartani avevano conquistato circa 200 anni prima. Epaminonda liberò gli Iloti della regione e ricostruì l'antica città di Messene sul monte Itome, con fortificazioni che erano tra le più possenti della Grecia; poi richiamò gli esuli messenici dispersi in tutta la Grecia, invitandoli a ritornare per ricostruire la loro patria. La perdita della Messenia fu particolarmente dannosa per gli Spartani, visto che quel territorio rappresentava un terzo di tutti i loro domini e conteneva la metà della popolazione ilota; era stato il lavoro degli Iloti che aveva permesso agli Spartani di diventare un esercito a tempo pieno.
La campagna di Epaminonda del 370/369 a.C. è stata descritta come un esempio della "grande strategia di attacco indiretto", che fu finalizzato a danneggiare le radici economiche della supremazia militare spartana. In pochi mesi Epaminonda aveva creato due nuovi Stati nemici di Sparta e aveva scosso dalle radici l'economia spartana; e tutto soltanto per ridimensionare il prestigio di Sparta.

Finito di fare questo, ricondusse in patria il suo esercito vittorioso.

#### Il processo del 369
Per realizzare tutto ciò che aveva voluto compiere nel Peloponneso, Epaminonda aveva convinto i suoi colleghi beotarchi a rimanere in carica per diversi mesi dopo la fine del loro mandato. Al suo ritorno a casa, quindi, Epaminonda non fu accolto come un eroe, ma con un processo organizzato dai suoi nemici politici. Secondo Cornelio Nepote, in sua difesa Epaminonda si sarebbe limitato a chiedere che, se fosse stato giustiziato, l'iscrizione riguardo al verdetto dicesse:
( Cornelio Nepote, De viris illustribus, Epaminonda, 8, 3-4.)
La giuria scoppiò in una grande risata, le accuse furono ritirate ed Epaminonda fu rieletto Beotarca per l'anno successivo. Alcuni storici, comunque, non credono che si sia svolto un vero e proprio processo a Epaminonda.

#### La seconda invasione del Peloponneso (369)
Nel 369 a.C. gli abitanti di Argo, Elea e dell'Arcadia, volendo continuare la loro guerra contro Sparta, chiesero aiuto ai Tebani. Epaminonda, all'apice del suo prestigio, ancora una volta comandò delle truppe alleate all'invasione. Arrivati all'istmo di Corinto, i Tebani lo trovarono consistentemente presidiato dagli Spartani e dagli Ateniesi (insieme ai Corinzi, ai Megaresi e ai Pelleni). Epaminonda decise di attaccare il punto più debole, sorvegliato dagli Spartani; all'alba si insinuò tra gli Spartani e si unì ai suoi alleati del Peloponneso. I Tebani così ottennero una facile vittoria e passarono l'istmo. Diodoro sottolinea che questa fu "una prodezza non di un briciolo inferiore alle sue precedenti azioni".
Comunque il resto della spedizione ottenne poco: Sicione e Pellene si allearono con Tebe e la campagna di Trezene e di Epidauro fu devastata, ma le città non poterono essere conquistate. Dopo un attacco fallito a Corinto e l'arrivo di un contingente di rinforzo mandato da Dionisio di Siracusa, i Tebani decisero di tornare in patria.

#### In Tessaglia (368)
Quando Epaminonda tornò a Tebe, continuò a essere perseguitato dai suoi nemici politici, guidati da Meneclida, che intavolarono per la seconda volta un processo contro di lui; stavolta riuscirono a farlo escludere dalla carica di Beotarca per l'anno 368 a.C. (fu l'unica volta dalla battaglia di Leuttra alla sua morte in cui non fu Beotarca).
Nel 368 l'esercito tebano marciò nella Tessaglia per liberare Pelopida e Ismenia, che erano stati imprigionati da Alessandro di Fere pur essendo giunti da lui come semplici ambasciatori. I Tebani non solo non riuscirono a sconfiggere Alessandro e i suoi alleati, ma furono messi in serie difficoltà e costretti a ritirarsi; Epaminonda, combattendo come soldato semplice, riuscì a rimediare la situazione. L'anno successivo, rieletto Beotarca, guidò una seconda spedizione per liberare Pelopida e Ismenia; alla fine riuscì ad aggirare i Tessali con un'abile manovra e si assicurò il rilascio dei due ambasciatori tebani senza neanche combattere.

#### La terza invasione del Peloponneso (367)
Nella primavera del 367 a.C. Epaminonda invase nuovamente il Peloponneso.

Questa volta un esercito di Argo conquistò una parte dell'istmo di Corinto su richiesta di Epaminonda, permettendo ai Tebani di entrare senza ostacoli nel Peloponneso; stavolta Epaminonda marciò verso l'Acaia, cercando di assicurarsi un'alleanza cogli Achei. Nessun esercito, fino ad allora, aveva osato sfidare Epaminonda sul campo, quindi l'oligarchia achea acconsentì alla richiesta di un'alleanza con Tebe; l'accordo di Epaminonda con gli Achei suscitò proteste sia da parte degli Argivi sia da parte dei suoi nemici politici, e il suo insediamento fu così bruscamente revocato: nella regione furono create delle democrazie e gli oligarchici furono cacciati.
Questi governi democratici durarono molto poco, e gli aristocratici filo-spartani della regione si unirono e attaccarono a una a una le città, reinstaurando le oligarchie. Secondo G. L. Cawkwell "il seguito, forse, dimostrò il buonsenso di Epaminonda. Quando questi esuli si ristabilirono nelle città, non usarono più vie di mezzo." Visto il trattamento ricevuto da Tebe, abbandonarono la loro posizione precedentemente neutrale e, successivamente, "combatterono con convinzione a favore dei Lacedemoni".

#### Resistenza a Tebe

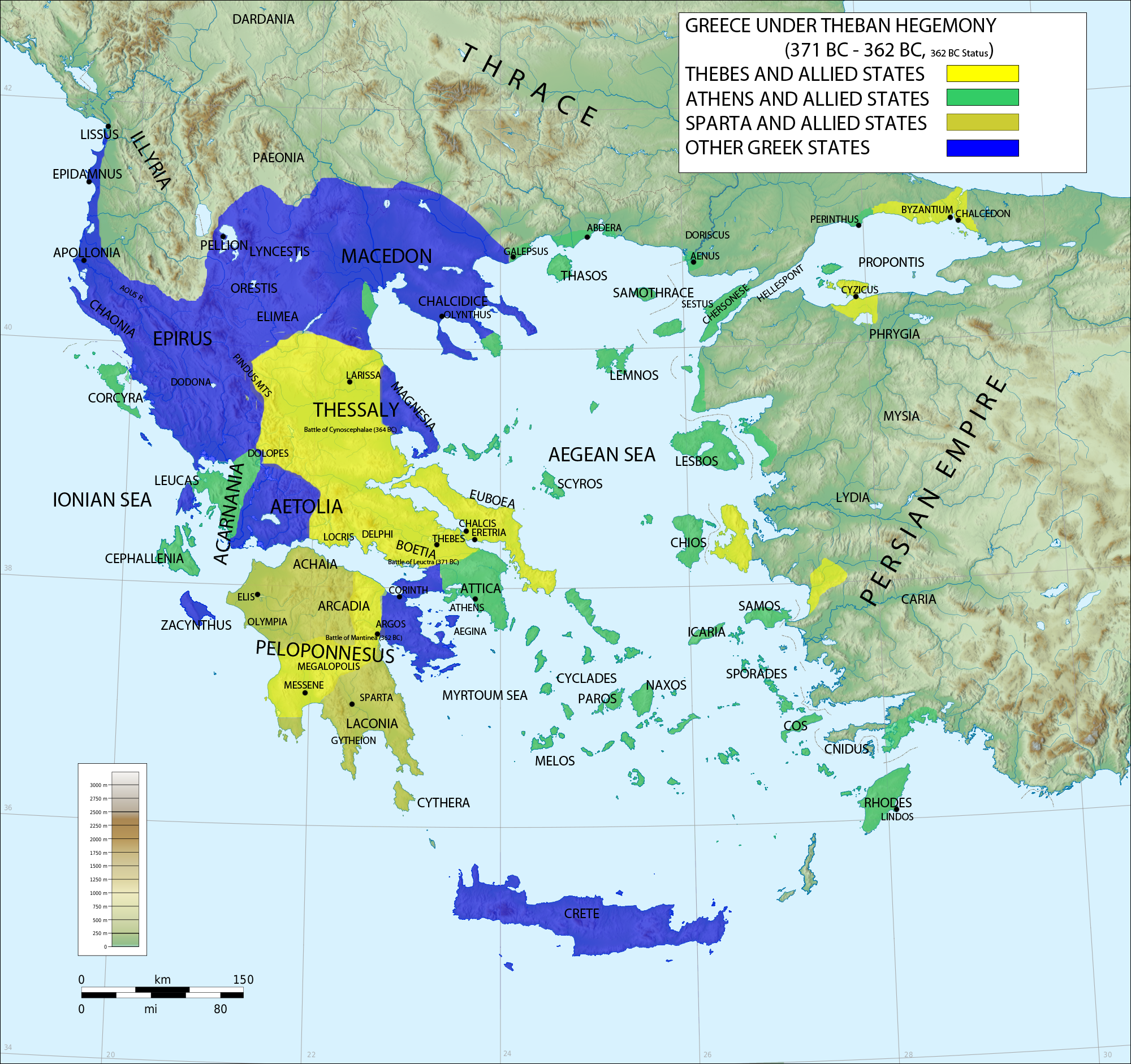
L'egemonia tebana; le alleanze delle polis greche nel decennio fino al 362 a.C.

Tra il 366 e il 365 a.C. fu fatto un tentativo di pace comune, con il re persiano Artaserse II come arbitro e garante.
Tebe organizzò una conferenza per far accettare le condizioni che proponeva, ma la sua iniziativa diplomatica fallì: i negoziati non poterono risolvere le controversie tra Tebe e gli Stati sottoposti alla sua influenza: per esempio il leader degli Arcadi, Licomede, contestò il diritto dei Tebani a tenere il congresso a Tebe. La pace non fu mai totalmente accettata, anche se lo storico George Cawkwell ritiene che diede notevoli vantaggi a Tebe, e i combattimenti presto ricominciarono.
Per tutto il decennio dopo la battaglia di Leuttra, numerosi alleati di Tebe abbandonarono la Lega, alleandosi cogli Spartani o con altri Stati a loro ostili. Prima della metà del decennio seguente, anche alcuni Arcadi (la cui Lega era stata fondata, nel 369, anche grazie a Epaminonda) si erano rivoltati contro i Tebani.

Allo stesso tempo, però, Epaminonda si era dato da fare con sforzi diplomatici per sciogliere la Lega peloponnesiaca: i rimanenti membri della confederazione abbandonarono definitivamente Sparta (nel 365 a.C. Corinto, Epidauro e Fliunte strinsero una pace con Tebe e Argo), mentre la Messenia rimase indipendente e saldamente fedele a Tebe.
Gli eserciti beoti combatterono in tutta la Grecia, visto il continuo sorgere di avversari. Intanto Epaminonda portò il suo Stato a sfidare Atene in mare: l'assemblea tebana, da lui convinta, decise di costruire una flotta di cento triremi per conquistare Rodi, Chio e Bisanzio. La flotta infine salpò nel 364, ma gli storici moderni concordano sul fatto che Epaminonda non abbia tratto alcun vantaggio da questa impresa. Nello stesso anno Pelopida fu ucciso a Cinocefale, in Tessaglia, mentre stava combattendo contro Alessandro di Fere; la sua morte privò Epaminonda del suo più grande alleato politico.

#### La quarta invasione del Peloponneso (362)

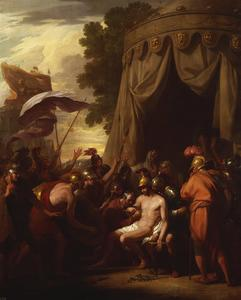
La morte di Epaminonda, di Benjamin West, 1773

Di fronte a questa crescente opposizione alla supremazia tebana, Epaminonda avviò la sua ultima spedizione nel Peloponneso nel 362 a.C.: l'obiettivo primario della spedizione era di sottomettere Mantinea, che si era opposta al predominio tebano sulla regione. Epaminonda comandava un esercito composto da truppe della Beozia, Tessaglia ed Eubea; si unì a lui anche Tegea, che, nella regione, era la principale nemica di Mantinea e Argo, della Messenia e di alcuni degli Arcadi. Mantinea, d'altro canto, aveva chiesto l'aiuto di Sparta e Atene, dell'Acaia e del resto dell'Arcadia, quindi quasi tutta la Grecia era coinvolta nel conflitto, da una parte o dall'altra.
Questa volta la semplice presenza dell'esercito tebano non bastò a placare l'opposizione a Tebe; visto che, più il tempo passava, più l'alleanza di Mantinea dimostrava la sua solidità, Epaminonda decise di rompere lo stallo.

Avendo saputo che un grande esercito spartano stava marciando su Mantinea, e che Sparta era praticamente indifesa, pianificò lui stesso un'audace marcia notturna verso Sparta. Però il re spartano Archidamo fu avvertito di questa mossa da una spia, probabilmente un emerodromo cretese, e quando Epaminonda arrivò trovò la città molto ben guarnita. Anche se attaccò la città, poco dopo capì che non aveva colto di sorpresa gli Spartani; in più, le truppe di Sparta e di Mantinea che si trovavano presso quest'ultima città avevano marciato verso Sparta durante il corso del giorno e dissuasero Epaminonda dall'attaccare di nuovo.
Ora, sperando che i suoi nemici avessero lasciato Mantinea sguarnita nella loro fretta di difendere Sparta, Epaminonda rimandò le sue truppe alla base di Tegea e inviò la cavalleria a Mantinea, ma uno scontro con la cavalleria ateniese fuori dalle mura di Mantinea mandò a rotoli anche questa strategia. Sapendo che il tempo concesso alla campagna stava volgendo al termine, e capendo che se si fosse ritirato senza sconfiggere i nemici di Tegea l'influenza tebana sul Peloponneso si sarebbe dissolta, decise di giocarsi tutto con una battaglia campale.
Quella che seguì, nella pianura davanti a Mantinea, fu la più grande battaglia tra opliti della storia greca. Epaminonda aveva l'esercito più consistente, con trentamila fanti pesanti e tremila cavalieri, mentre i suoi avversari avevano ventimila fanti e duemila cavalieri. Senofonte dice che, avendo deciso di combattere, Epaminonda schierò l'esercito in ordine di battaglia, e poi lo fece marciare in colonna parallelamente alle linee mantinee, in modo che apparisse diretto altrove, e perciò deciso a non combattere; raggiunto un certo punto, fece imbracciare ai soldati le armi, facendo così sembrare che l'esercito si preparasse per la battaglia. Senofonte aggiunge che, "così facendo, indusse la maggior parte dei nemici ad allentare la propria prontezza mentale, e allo stesso modo a disunire i ranghi dello schieramento".
L'intera colonna tebana, che aveva marciato verso sinistra oltre la fronte dell'esercito nemico, tornò poi verso destra, in modo da poter affrontare i nemici. Epaminonda, che era stato a capo della colonna (ora l'ala sinistra), portò alcune compagnie di fanteria dall'estrema destra, dietro la linea di battaglia, per rinforzare la fascia sinistra. Facendo questo, ripropose la sinistra rinforzata già messa in campo a Leuttra (questa volta costituita da tutti i Beoti, non solo dai Tebani come alla prima battaglia). Sulle ali pose consistenti forze di cavalleria rafforzate dalla fanteria leggera.
Epaminonda diede quindi l'ordine di avanzare, prendendo il nemico di sorpresa e causando una gran confusione tra di loro. Lo scontro si svolse come Epaminonda aveva previsto. I cavalieri tebani, posti sulle ali, respinsero la cavalleria di Atene e Mantinea; Diodoro dice che sul lato destro tebano la cavalleria ateniese, pur non essendo inferiore a quella nemica, non poteva sopportare i proiettili scagliati dalle truppe leggere che Epaminonda aveva inserito tra i cavalieri.

Nel frattempo, la fanteria tebana avanzava: Senofonte descrive suggestivamente il pensiero di Epaminonda: "[egli] portò avanti il suo esercito sulla prua, come una trireme, credendo che se avesse potuto colpire e tagliare ovunque, avrebbe distrutto l'intero esercito dei suoi avversari." Come a Leuttra, alla debole ala destra fu ordinato di evitare il combattimento.
Nello scontro di fanteria gli avvenimenti rimasero per un po' incerti, ma poi i Tebani di sinistra sfondarono la linea spartana e l'intera falange nemica fu messa in fuga; tuttavia, al culmine della battaglia, Epaminonda fu ferito a morte e morì poco dopo. Dopo la sua dipartita i Tebani e gli alleati non fecero nessuno sforzo per inseguire i nemici in fuga, perciò la battaglia si risolse senza reali vincitori.
Senofonte, che finisce la sua storia con la battaglia di Mantinea, dice dei risultati del combattimento:
( Senofonte, Elleniche, VII, 5, 26-27.)

### Morte

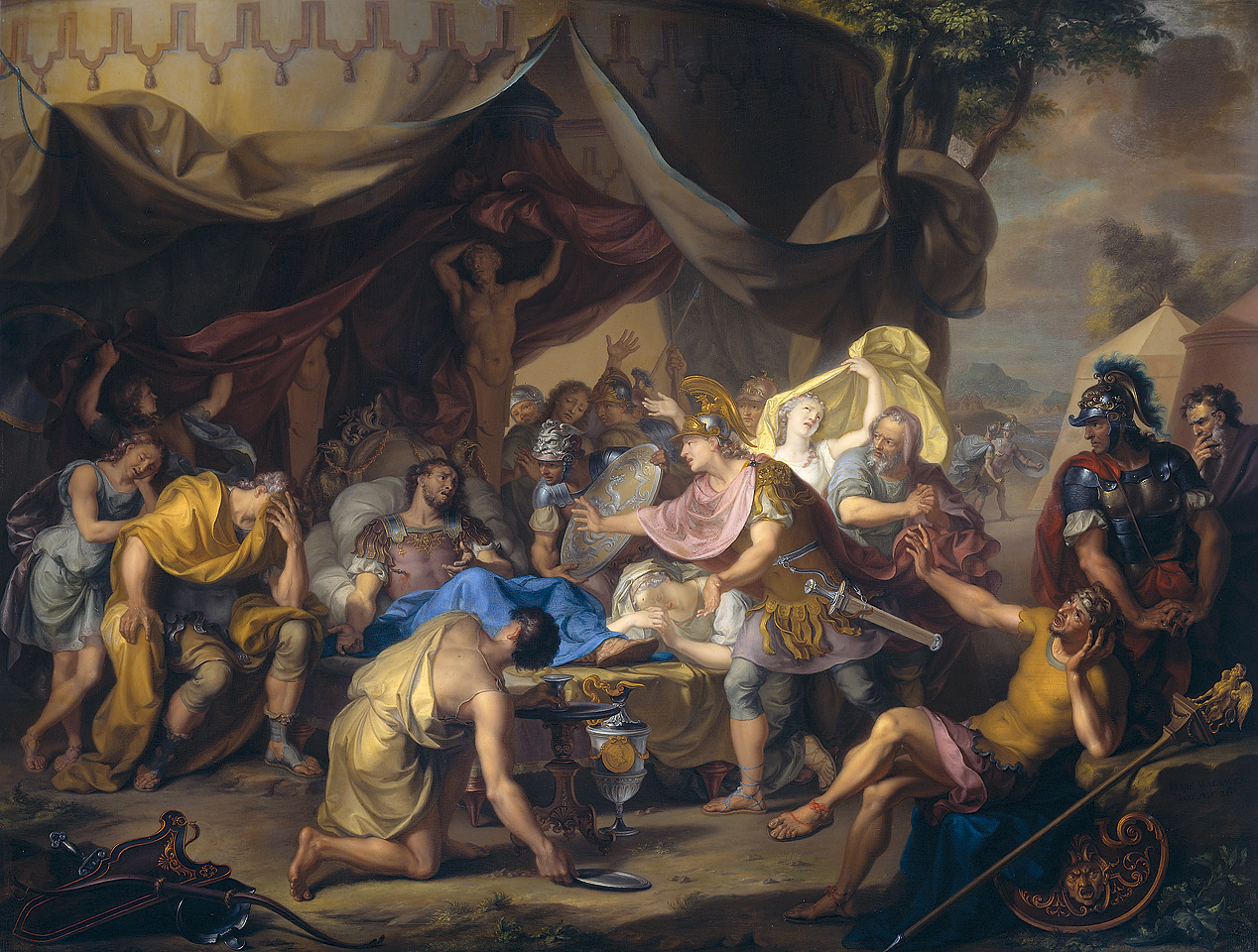
La morte di Epaminonda, di Isaak Walraven, 1726, Rijksmuseum, Amsterdam

Mentre Epaminonda si stava gettando in avanti nella mischia, una lancia lo raggiunse al petto. Cornelio Nepote sostiene che gli Spartani abbiano mirato direttamente Epaminonda per colpirlo e demoralizzare i Tebani, mentre Pausania il Periegeta riporta accuratamente le dispute riguardo all'uccisore: i Mantineani sostenevano che fosse un loro concittadino, un certo Macarione, gli Spartani affermavano che fosse uno Spartano, sempre di nome Macarione, e gli Ateniesi dicevano che era stato Grillo, il figlio di Senofonte morto nel combattimento, al quale tributarono funerali solenni; Pausania, in un altro punto del suo racconto, dà per certa la versione ateniese.
La lancia si ruppe, lasciando la punta metallica conficcata nel petto di Epaminonda, e questo crollò a terra. I Tebani intorno a lui combatterono disperatamente per impedire che gli Spartani si impadronissero del suo corpo. Portato al campo ancora vivo, chiese chi fosse il vincitore; quando gli fu detto che i Beoti avevano vinto, rispose "è ora di morire".
Diodoro dice che uno dei suoi amici esclamò: "Muori senza figli, Epaminonda", e scoppiò in lacrime. Per questo si suppone che Epaminonda abbia risposto: "No, per Zeus, al contrario mi lascio alle spalle due figlie, Leuttra e Mantinea, le mie vittorie". Cornelio Nepote, la cui storia è leggermente diversa, dice che le ultime parole di Epaminonda furono: "Ho vissuto abbastanza a lungo; perché io muoio non sconfitto". Quando la punta della lancia venne tolta, Epaminonda morì rapidamente. Secondo l'usanza greca, fu sepolto sul campo di battaglia.
Molti secoli dopo, Cicerone scrisse:
(Cicerone, Lettere ai familiari, 5, 12, 5.)

## Considerazioni

### Personalità
In quanto al carattere, Epaminonda non ha ricevuto critiche dagli storici antichi che hanno registrato le sue gesta: i suoi contemporanei lo elogiavano perché disdegnava la ricchezza materiale, condivideva quello che aveva con i suoi amici ed era incorruttibile. Epaminonda, uno degli ultimi eredi della tradizione pitagorica, sembra aver vissuto uno stile di vita semplice e ascetico, anche quando il suo prestigio lo aveva elevato a una posizione a capo di tutta la Grecia. Non si sposò mai, ma al contrario ebbe numerosi amanti uomini, più famosi tra tutti Pelopida e Micito. Cornelio Nepote descrive la sua incorruttibilità, riferendo che rifiutò una tangente offertagli da un ambasciatore persiano.
Questi aspetti del suo carattere contribuirono notevolmente alla sua fama dopo la sua morte. Epaminonda non si sposò mai e come tale fu oggetto di critiche dagli altri Tebani, che credevano che avesse il dovere di fornire alla patria dei figli grandi come lui; in risposta, poco prima di morire, Epaminonda disse che le sue vittorie di Leuttra e Mantinea erano figlie destinate a vivere per sempre.

### Primati militari

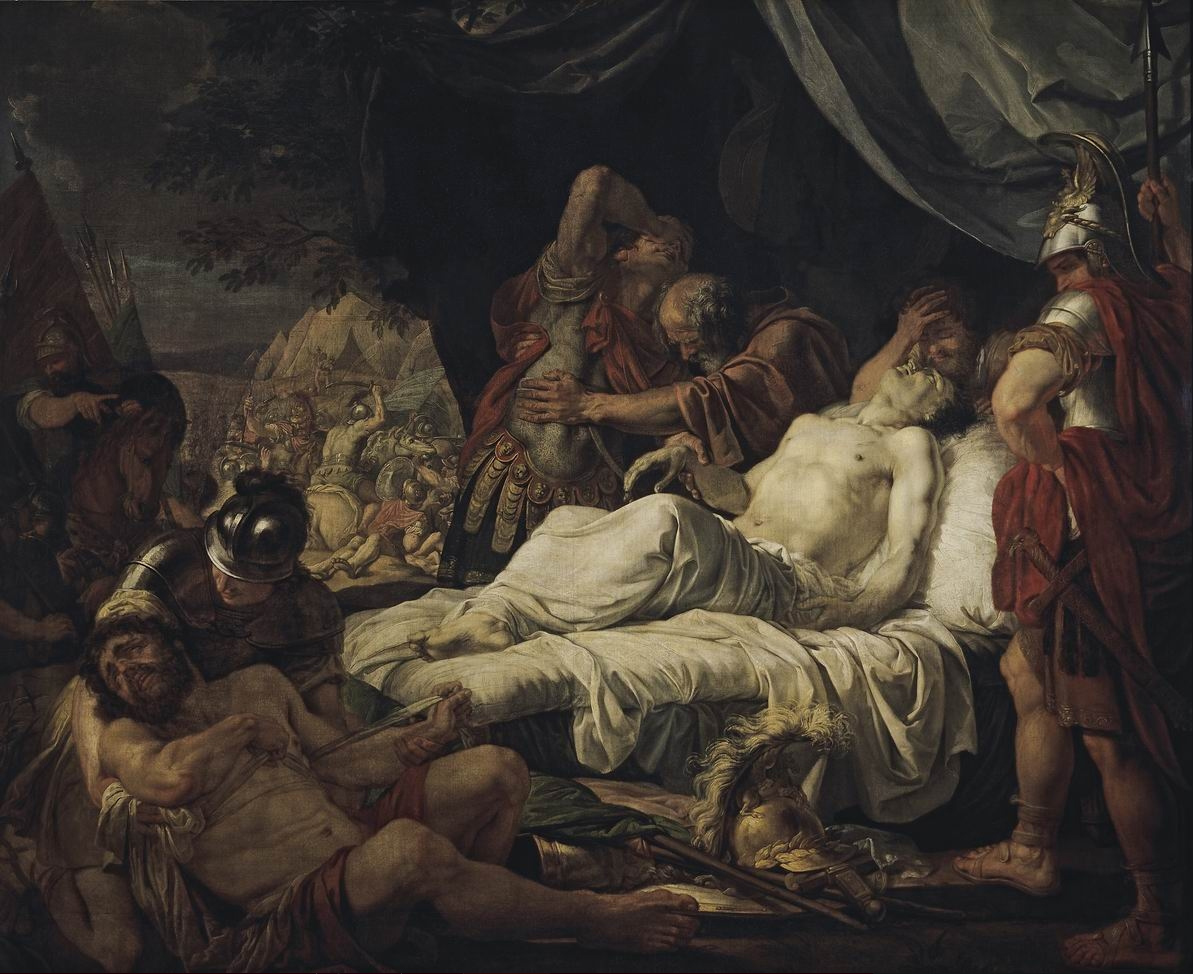
Morte di Pelopida di Andrej Ivanov (1805-1806); Pelopida fu il braccio destro di Epaminonda e, assieme a lui, artefice dell'ascesa di Tebe

Le biografie esistenti di Epaminonda lo descrivono universalmente come uno dei generali più talentuosi di sempre nelle polis greche. Anche Senofonte, che non riporta la sua presenza a Leuttra, dice della sua campagna di Mantinea: "Ora, per parte mia, non potrei affermare che la sua campagna sia stata fortunata, ma di tutti i possibili atti di previdenza e di audacia mi sembra che [Epaminonda] non ne abbia lasciato neanche uno incompiuto".
Diodoro si spinge ancora oltre nella sua lode al primato militare di Epaminonda:
(Diodoro Siculo, Bibliotheca historica, XV, 88.)
Come tattica, Epaminonda si erge sopra a ogni altro generale nella storia greca (a meno che non si considerino anche il re macedone Filippo II e Alessandro Magno), anche se gli storici moderni hanno messo in dubbio la sua più ampia visione strategica: secondo Richard A. Gabriel, la sua tattica "segnò l'inizio della fine dei metodi tradizionali di guerra tra i Greci".
La sua strategia innovativa a Leuttra gli ha permesso di sconfiggere la famosa falange spartana pur essendo in minoranza, e la sua decisione di evitare di combattere col proprio fianco destro è stato il primo caso registrato di una tale tattica. Molte delle innovazioni tattiche che Epaminonda attuò, in seguito, furono usate anche da Filippo di Macedonia, che in gioventù trascorse un periodo come ostaggio a Tebe e, quindi, potrebbe aver egli stesso imparato direttamente da Epaminonda.
Ateneo attribuisce a Epaminonda anche l'istituzione del battaglione sacro, il corpo speciale dell'esercito tebano che fu decisivo nella battaglia di Leuttra, ma Plutarco e Polieno sono invece concordi che la sua introduzione è da attribuire a Gorgida, poco dopo l'espulsione della guarnigione spartana da Tebe (379-378 a.C.).

### Conseguenze

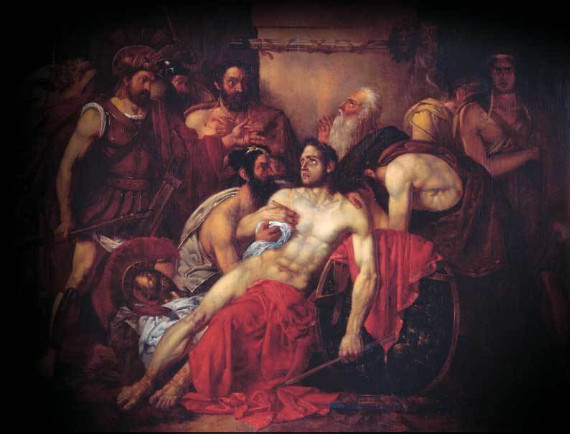
Morte di Epaminonda di Louis Gallait (1810-1887)

In un certo senso Epaminonda modificò drasticamente il volto della Grecia nel corso dei dieci anni in cui fu la figura centrale della politica ellenica. Al momento della sua morte, Sparta era stata umiliata, la Messenia liberata, e il Peloponneso completamente riorganizzato. In un altro senso, però, si lasciò dietro alle spalle una Grecia non diversa da quella che aveva trovato: le amare divisioni e malcontenti che avevano avvelenato le relazioni internazionali in Grecia per oltre un secolo rimasero sostanzialmente uguali. La brutale guerra intestina che aveva caratterizzato gli anni dal 432 a.C. in poi proseguì senza sosta fino a quando tutti gli Stati interessati non furono sottomessi dal Regno di Macedonia.
A Mantinea Tebe aveva affrontato le forze combinate dei più grandi Stati della Grecia, ma la sua vittoria non portò alcun vantaggio: senza Epaminonda, i Tebani ritornarono alla loro tradizionale politica difensiva e, nel giro di pochi anni, Atene li sostituì al vertice della politica greca. Nessuno Stato greco ridusse più la Beozia al giogo che aveva conosciuto durante l'egemonia spartana, ma l'influenza tebana svanì rapidamente nel resto della Grecia.
Infine, a Cheronea (338 a.C.), le forze combinate di Tebe e Atene, unitesi per un'ultima resistenza disperata contro Filippo di Macedonia, furono clamorosamente sconfitte, e ciò pose fine all'indipendenza di Tebe. Tre anni dopo, rincuorati da una falsa voce sull'assassinio di Alessandro Magno, i Tebani si ribellarono; Alessandro sedò la rivolta, distrusse la città e uccise o ridusse in schiavitù tutti i suoi cittadini: a soli 27 anni dalla morte di un uomo che l'aveva resa prestigiosa in tutta la Grecia, Tebe fu cancellata dalla faccia della Terra, e i suoi mille anni di storia si conclusero nel giro di pochi giorni.
Epaminonda, quindi, è ricordato sia come liberatore sia come distruttore: fu celebrato in tutto l'antico mondo greco e romano come uno dei più grandi uomini della storia. Cicerone lo elogiò come "il primo uomo, a mio giudizio, della Grecia", e Pausania il Periegeta riporta una poesia onoraria incisa sulla sua tomba:
e la sacra Messene ricevette finalmente i suoi figli.

Con gli eserciti di Tebe Megalopoli era circondata da mura,

e tutta la Grecia ha conquistato l'indipendenza e la libertà.»
Le azioni di Epaminonda furono certamente ben accette dai Messeni e da tutti quelli che assistette nelle sue campagne contro gli Spartani; alla fine però gli Spartani, che erano stati al centro della resistenza alle invasioni persiane del V secolo a.C., si vendicarono non andando a combattere a Cheronea, e il risultato della guerra senza fine in cui Epaminonda aveva svolto un ruolo centrale fu l'indebolimento delle polis greche, che quindi furono costrette a soccombere al potere macedone.
Epaminonda, colle sue campagne volte a garantire la libertà ai Beoti e agli altri popoli della Grecia, avvicinò il giorno in cui tutta la Grecia sarebbe stata sottomessa da un invasore. Victor Davis Hanson sostiene che Epaminonda possa aver avuto come obiettivo una Grecia unita composta da federazioni regionali democratiche, ma, anche se questa affermazione fosse corretta, tale piano non fu mai attuato. Simon Hornblower afferma che la grande eredità di Tebe al IV secolo e alla Grecia ellenistica fu il federalismo, "una sorta di alternativa all'imperialismo, un modo di realizzare l'unità senza la forza", che "incarna un principio di rappresentanza".
Nonostante tutte le sue nobili qualità, Epaminonda non fu in grado di trascendere al sistema delle città-Stato greche, dilaniate ovunque da rivalità e guerra; di conseguenza, lasciò la Grecia più devastata ma non meno divisa di prima.
Hornblower afferma che "si tratta di un segno del fallimento politico di Epaminonda; anche prima della battaglia di Mantinea, i suoi alleati del Peloponneso combatterono per contrastare Sparta, piuttosto che a causa delle attrazioni positive di Tebe". D'altra parte, Cawkwell conclude che "Epaminonda non deve essere considerato in relazione a questi inevitabili limiti del potere beota. Aver sancito il potere della Beozia e aver concluso il dominio spartano del Peloponneso era il massimo che un beota avrebbe potuto fare".